# Хужирт

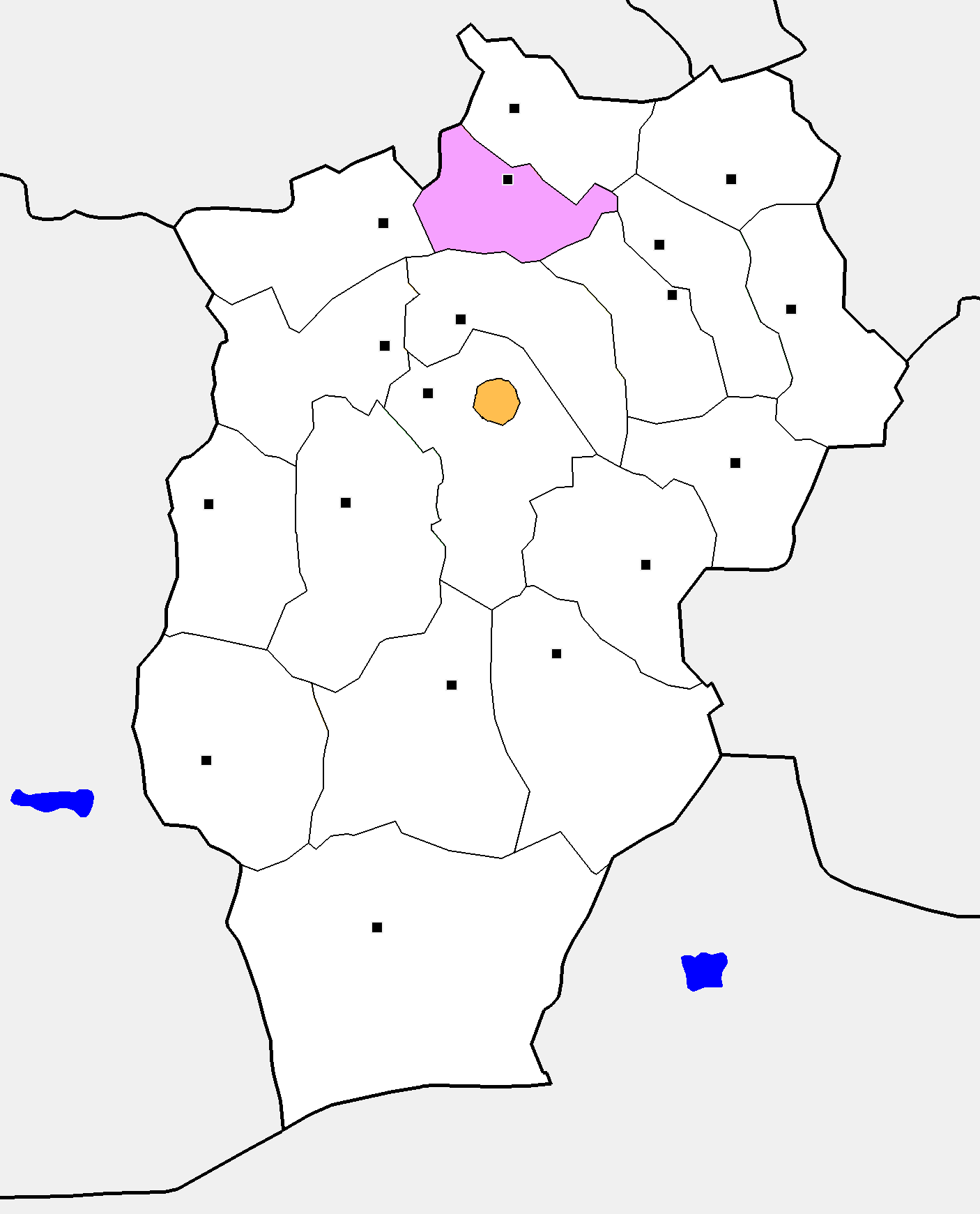
Сомон Хужирт Уверхангайского аймака

Хужирт  (монг. Хужирт) — сомон аймака Уверхангай в Монголии, с центром в одноимённом посёлке Хужирт в 84 км от столицы аймака города Арвайхээр. Население 9,5 тысячи человек. Расположен на расстоянии 397 км от Улан-Батора. 

## Описание

### Рельеф
Рельеф представлен юго-восточными отрогами Хангая. Территория сомона находится 1700-2360 метров над уровнем моря.  Её значительную часть занимают долины рек. 
1. Баянзурх (2100 м),
2. Сант (2240 м),
3. Бэрх.

Реки:
1. Орхон,
2. Хужирт,
3. Сар
4. Хавцал,
5. Шавар[1].

### Климат
Климат резко континентальный. Средняя температура января −20 °С, июля +17 °С. Ежегодная норма осадков  300-400 мм, а равнинной части сомона 150-З00 мм..

### Фауна и флора
Находится в  пределах лесостепной зоны. Леса занимают 15030 гектаров. На территории сомона встречаются косули, лисы, волки, манулы, зайцы, тарбаганы..

### Хозяйство и культура
Площадь пахотных земель составляет  1175 га. Территория сомона богата биотитами, химическим и строительным сырьем. Действуют промышленные предприятия. В сомоне имеется школа, больница. Развита сфера обслуживания, есть туристические базы и аэропорт.